# Anaspis arctica
Anaspis arctica är en skalbaggsart som beskrevs av Zetterstedt 1828. Anaspis arctica ingår i släktet Anaspis, och familjen ristbaggar. Arten är reproducerande i Sverige.